# Jean-Armel Drolé
Jean Armel Drolé Boza (Abiyán, Costa de Marfil, 18 de agosto de 1997) es un futbolista costamarfileño. Juega como delantero y su actual equipo es el Doxa Katokopias de la Primera División de Chipre.

## Trayectoria
El jugador debutó como profesional en las filas del Associazione Calcistica Perugia Calcio, de la Segunda División de Italia, siendo internacional en la categoría sub-20 con la selección de Costa de Marfil.
En la campaña 2018-19, el futbolista no disfrutó de muchos minutos en la Süper Lig, donde disputó 525 minutos repartidos en 20 encuentros con el Antalyaspor Kulübü.
El 25 de julio de 2019 se convirtió en el primer fichaje de la U. D. Las Palmas de la Segunda División de España para la temporada 2019-20, llegó en calidad de cedido por el Antalyaspor Kulübü de Turquía, con opción de compra al término de la temporada. Dicha opción no fue aplicada y el jugador volvió a Turquía.
Tras una temporada en Antalyasport Kulübü no renovó su contrato y quedó sin equipo. En enero de 2022 se incorporó al Doxa Katokopias de la Primera División de Chipre.

## Clubes
| Club                      | País    | Año       |
| ------------------------- | ------- | --------- |
| Perugia Calcio            | Italia  | 2015-2016 |
| Antalyaspor Kulübü        | Turquía | 2016-2017 |
| Ümraniyespor (cesión)     | Turquía | 2017-2018 |
| Antalyaspor Kulübü        | Turquía | 2018-2019 |
| U. D. Las Palmas (cesión) | España  | 2019-2020 |
| Antalyaspor Kulübü        | Turquía | 2020-2021 |
| Doxa Katokopias           | Chipre  | 2022-     |